# چقربش قارداش
چقربش قارداش، روستایی است از توابع بخش گالیکش شهرستان مینودشت در استان گلستان ایران.
آبشار چقر در فاصله ۱۲ کیلومتری شرق گالیکش و پنج کیلومتری جنوب روستای چقربش قارداش در نقطه‌ای سخت‌گذر قرار دارد. ارتفاع این آبشار حدود ۳۰ متر و آبدهی معادل ۱۰ رنچ در دره‌ای سرسبز دارای درختان بلوط و ممرز قرار دارد.

## جمعیت
این روستا در دهستان قراولان قرار داشته و بر اساس سرشماری سال ۱۳۸۵ جمعیت آن ۱٬۱۶۱ نفر (۲۸۱ خانوار)
بوده است.